# فرقة بانزر الأولى (البوندسهير)
فرقة بانزر الأولى ( (بالألمانية: "1. Panzerdivision", short: "1. PzDiv")‏ Panzerdivision "، باختصار:" 1. PzDiv " ) هي فرقة مدرعة تابعة للجيش الألماني . كما أنها تحمل أسم فرقة قوة التدخل ( فرقة Eingreifkräfte ). يعمل موظفوها في أولدنبورغ. في سياق إعادة التنظيم الحالية للبوندسهير، ستصبح العمود الفقري لقوات التدخل التي تم تشكيلها حديثًا في ألمانيا والتي سيكون لديها قوة عاملة من 35000 جندي في المجموع. هذا القسم مجهز ومدرب للعمليات القتالية عالية الكثافة ضد الأعداء المنظمين عسكريا وكذلك بعثات حفظ السلام. ستأتي غالبية القوات الألمانية المنتدبة إلى مجموعات القتال الأوروبية وقوات الناتو من هذه الفرقة. كما أنها تمثل مساهمة ألمانيا الدائمة في الفيلق الألماني / الهولندي الأول .
يتم دمج اللواء الميكانيكي الثالث والأربعين للجيش الملكي الهولندي في فرقة الدبابات الأولى، وسيتم تشغيلها اعتبارًا من عام 2019.

## التاريخ
تم تشكيل هذه الفرقة في 1 يوليو 1956، يوم الافتتاح الرسمي للبوندسوير. كانت أول وحدة عاملة بالكامل في الجيش الألماني الجديد. يشار إليها في البداية باسم فرقة غرينادير الأولى، وقد أعيد تنظيمها في الثمانينيات وتم تصنيعها بالكامل في عام 1981. خلال هذه الفترة كانت جزءًا من I Corps من Bundeswehr Heer، والتي بدورها جزء من مجموعة جيوش الشمال الناتو، قوات الحلفاء في وسط أوروبا.
تم نشر فرقة بانزر الأولى في البلقان وأفغانستان والعديد من عمليات حفظ السلام . كما تم نشر قوات من هذه الفرقة لدعم الوكالات المدنية خلال الكوارث الطبيعية الكبيرة مثل فيضانات هامبورغ عام 1962، والحرائق البرية الكارثية في شمال ألمانيا في السبعينيات وفيضانات 2002 في ألمانيا الشرقية.
تقيم الفرقة شراكة مع فرقة المشاة 28 لجيش الولايات المتحدة.

## روابط خارجية
- الموقع الرسمي لشعبة قوة التدخل / الفرقة المدرعة الأولى